# Manilkara pleeana
Manilkara pleeana là một loài thực vật thuộc họ Sapotaceae. Đây là loài đặc hữu của Puerto Rico.